# Ferocactus macrodiscus
Ferocactus macrodiscus es una especie del género Ferocactus, la única con más diámetro que altura, de ahí su nombre macrodiscus, que significa "gran disco" en latín.

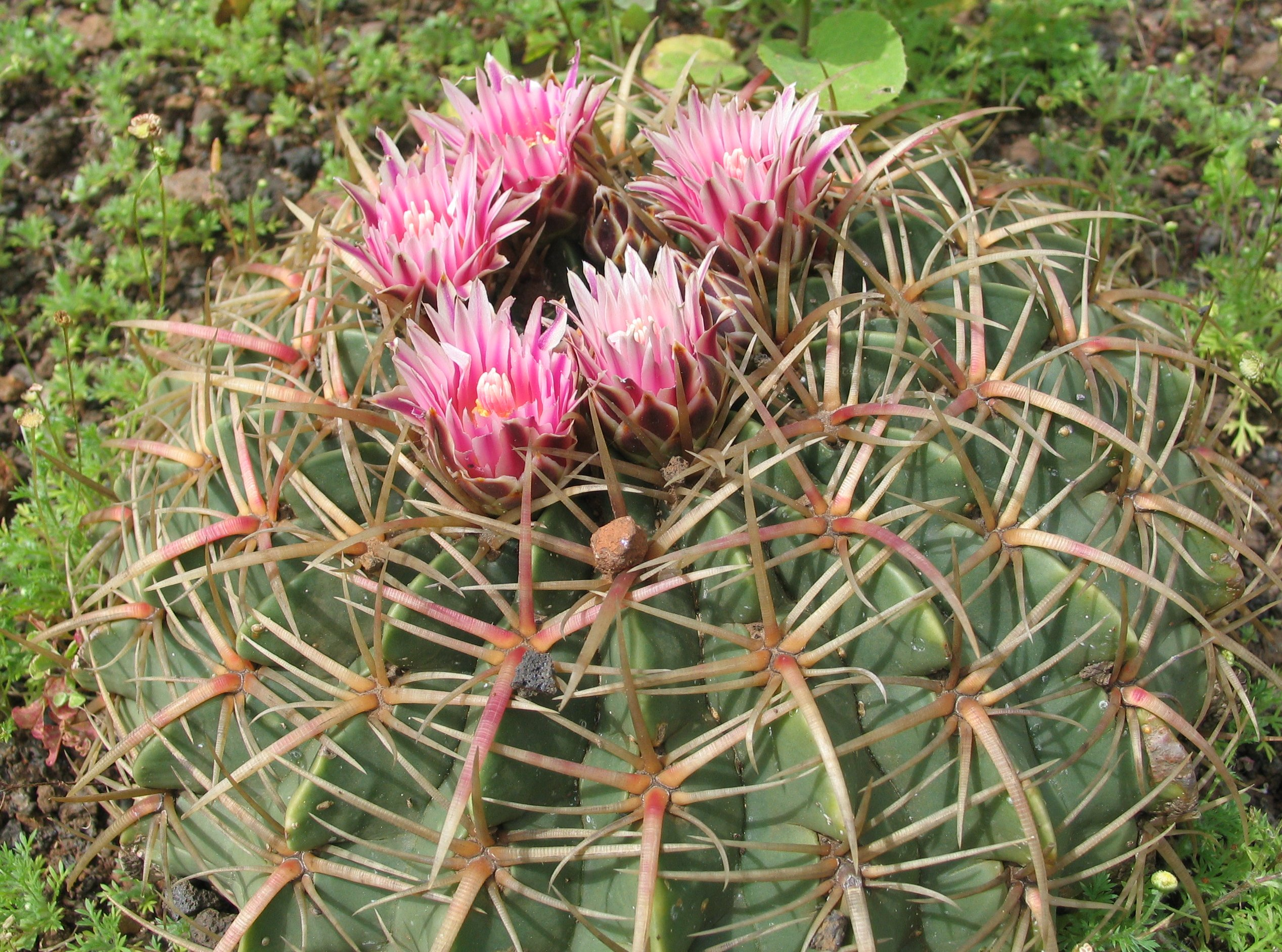
Detalle de las flores

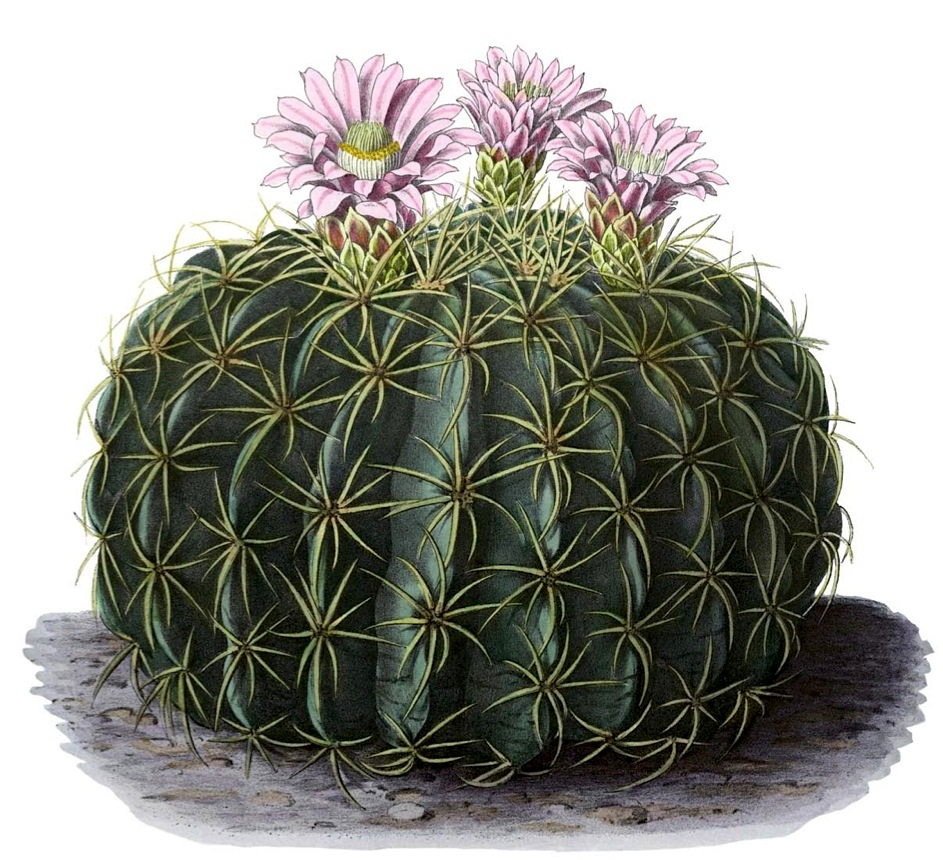
Ilustración

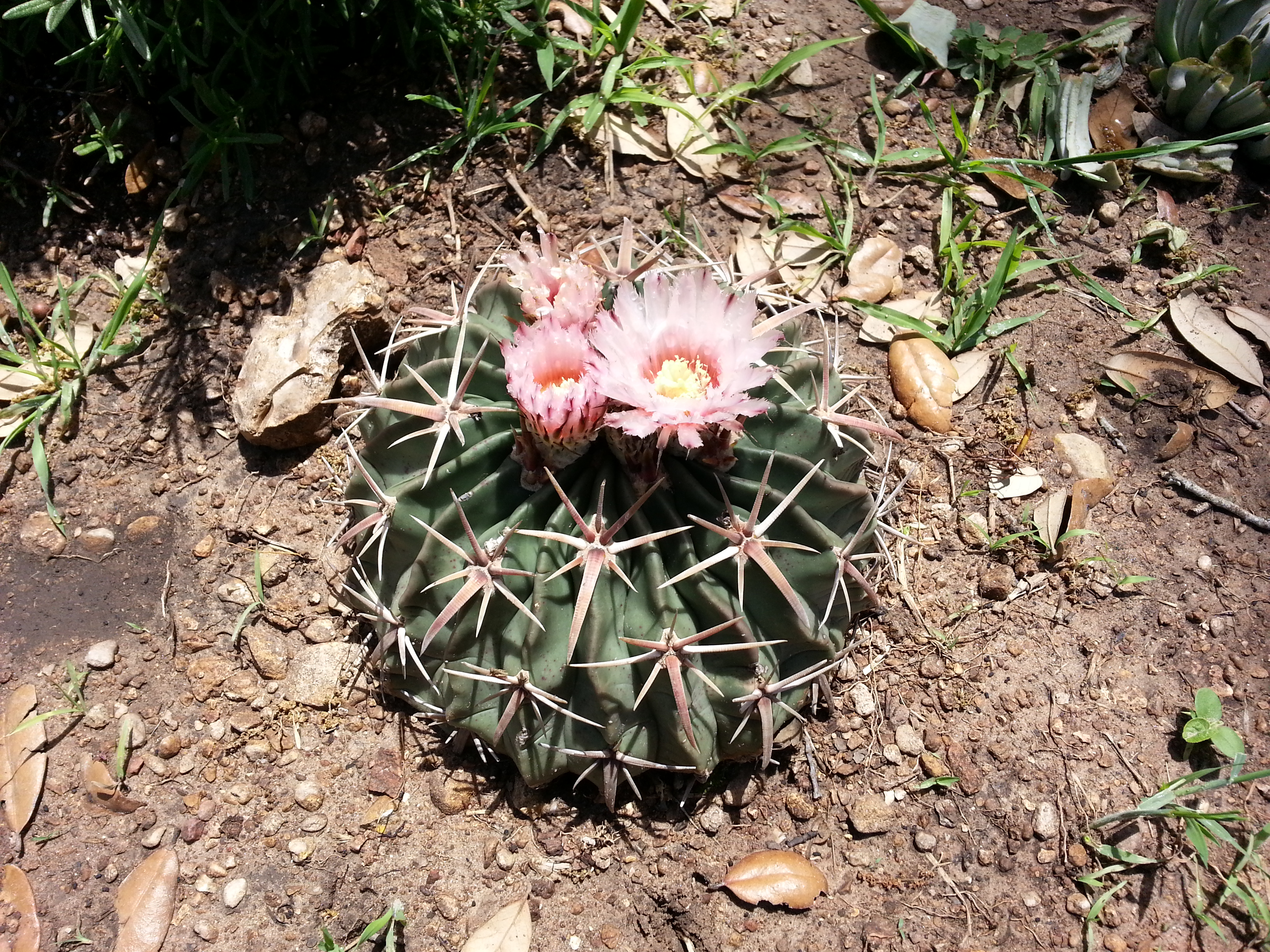
Vista de la planta

## Descripción
Es una planta simple con un tallo globoso y aplanado que suele medir entre 30 y 40 cm de diámetro por 10 cm de alto, en ocasiones bastante enterrado en el suelo. Tiene 13 a 25 costillas aplanadas y engrosadas debajo de las areolas, las cuales suelen estar a una distancia de 3 a 4 cm entre sí y tienen forma oval, con unos 8 mm de largo por 6 mm de ancho. Presenta 6 a 8 espinas radiales, recurvadas y con 1 a 2 cm de largo, de color rojo. amarillo o cuerno. Las espinas centrales son 4, están algo aplanadas, en disposición de cruz y extendidas horizontalmente, con 2 a 3 cm de largo y estriadas. Tiene flores campanuladas, de 3 a 4 cm, con los segmentos exteriores del perianto de color púrpura con borde blanco, y los interiores de color rojo con una franja media de color púrpura. Sus filamentos tienen un color verde amarillento, y las anteras son amarillas. El estilo también es amarillento, con 12 lóbulos del estigma color rojo oscuro. Su fruto es globoso pero de forma irregular, con muchas escamas, de color púrpura rosado, y de 4 cm de largo por 3 cm de diámetro. Sus paredes son carnosas y su pulpa tiene un gusto dulce. Las semillas son ovoides, de 2 mm de largo, con la testa foveolada, de color castaño muy oscuro.
La forma que se halla en la Altiplanicie Mexicana es algo distinta a la que se encuentra en la mixteca.
Según la opinión del Dr. Lindsay, F. macrodiscus es muy cercano Echinocactus texensis, en lo que respecta a su hábito aplanado, sus espinas, y las características del fruto. Podría tratarse de una especie intermedia entre los géneros Ferocactus y Echinocactus.
Durante las estaciones secas permanece semienterrado, sus grandes raíces napiformes (en forma de nabo) guardan sus reservas alimenticias, protegiéndolas del frío y del calor.

## Distribución y hábitat
Crece en varias zonas de la Altiplanicie Mexicana, en los estados de San Luis Potosí, Guanajuato, Querétaro, Puebla y también en Oaxaca. Su neotipo fue colectado por el Dr. George Lindsay en San Juan Teposcolula, Oaxaca. Se le puede encontrar a unos 3.000 m s. n. m.

## Taxonomía
Ferocactus macrodiscus fue descrita por Nathaniel Lord Britton & Joseph Nelson Rose y publicado en The Cactaceae; descriptions and illustrations of plants of the cactus family 3: 139–140, f. 147, en el año 1922.
Etimología
Ferocactus: nombre genérico que deriva del adjetivo latíno "ferus" = "salvaje" , "indómito" y "cactus", para referirse a las fuertes espinas de algunas especies.
El epíteto específico macrodiscus significa "gran disco" en latín.
Sinonimia
- Echinocactus macrodiscus. basónimo
- Echinocactus macrodiscus laevior
- Echinocactus macrodiscus decolor
- Echinocactus macrodiscus multiflorus
- Bisnaga macrodisca.[3][4][5]